# De poesjes
De poesjes is een televisieserie op Villa Achterwerk. De serie gaat over zes poezen die op een boerderij wonen: Ruud, Mathilde, Heidi, Rinus, Theo en Sientje. Elk heeft zijn eigen karakter.

## Opbouw van de serie
Voor de serie werd gebruikgemaakt van werkelijke beelden van kittens op een boerderij. De kittens werden gedurende hun eerste weken gevolgd. Deze beelden werden later voorzien van stemmen en verhalen. Paul Groot sprak hiervoor de stemmen in. Ook beschreef hij, als verteller, de belevenissen van de katten. De serie werd gepresenteerd als soap over een nest jonge katjes en bestond uit 7 afleveringen van ieder zo'n 8 minuten.
In 2006 verscheen de serie op dvd. Deze bevatte ook beelden van de totstandkoming van de film.

## De poezen
- Vader Ruud is echt het standaardtype kater. Hij haat de dierenarts, want telkens als die komt, is hij bang gecastreerd te worden.
- Moeder Mathilde is een lieve moeder. Ze snapt heel goed dat sommige dingen in het leven niet leuk zijn, maar af en toe moet het, anders gebeurt er misschien iets veel ergers. Ze vindt het wel jammer als drie van haar kittens weg moeten.
- Dochter Heidi is een pikzwart poesje met witte pootjes. Ze is de oudste van alle kittens, een echte durfal en altijd op zoek naar avontuur. Telkens noemt ze zichzelf weer anders; Indianen Opperhoofd Zwarte Heidi, Stuntpoes Heidi, Piraat Heidi. In de aflevering X-factor wordt ze meegenomen door de bakkersvrouw. Die wil dat ze muizen gaat vangen in de bakkerij, ze noemt haar Ruud, naar Ruud Gullit. Heidi is het eerste poesje dat het nest verlaat.
- Zoon Rinus is een bruine cyper. Hij is het op een na oudste en hij probeert van alles, maar is wel een beetje dom. Vaak gaan hij en zijn zus Heidi op onderzoek uit. Hij wordt in de aflevering Naar de stad uitgekozen door een oude vrouw, die een paar maanden geleden haar man verloren heeft. Ze noemt hem Wouter en neemt hem mee naar haar flatje. Rinus is het tweede poesje dat het nest verlaat.
- Zoon Theo is het kneusje van het gezin en een beetje een moederskindje. Hij is wit met zwarte vlekjes en heeft een snotoogje. Hij is drie minuten jonger dan Rinus en houdt zich vaak rustig. Voor zover we weten is hij het enige poesje dat niet wordt opgehaald. In de aflevering Oudste krijgen we te horen dat zijn ouders beslissen om volgend jaar gewoon nieuwe kittens te nemen. Theo vindt dit wel een leuk idee, want dan is hij eindelijk niet meer de slapste. En waar kan je het nou leuker mee hebben dan met kleine broertjes en zusjes, op de boerderij waar je geboren bent?
- Dochter Sientje is een wit poesje met een zwart achterwerk en zwarte schouder en oren. Ze trekt zich niet echt wat van dingen aan, ze is erg gemakkelijk. Ze is de jongste en in de aflevering Oudste wordt ze opgehaald door een meisje met haar vader. Ze is het laatste poesje dat het nest verlaat.

## Afleveringen
1. Goed nest
2. Geduld
3. Vieze ogen
4. Nachtmerrie
5. Monstermuis
6. Hooizolder
7. Klieren
8. The making of (op dvd)